# Crotonaldehid
El crotonaldehid és un compost químic amb la fórmula CH₃CH=CHCHO. Aquest compost normalment es comercialitza com una mescla dels isòmers E- i Z-. És un líquid lacrimogen moderadament soluble en aigua i miscible en solvents orgànics. És un aldehid insaturat que és un intermedi versàtil en la síntesi orgànica. Es troba en diversos productes alimentaris com per exemple l'oli de soia.

## Producció i ús
El crotonaldehid es fabrica per condensació crotònica de l'acetaldehid:
La seva principal aplicació és com a precursor de productes químics. L'àcid sòrbic, un conservant d'aliments i la trimetilhidroquinona, un precursor de la vitamina E, es preparen a partir del crotonaldehid.

## Seguretat
El crotonaldehid és un irritant.